# Elecciones provinciales de Jujuy de 2015
Las elecciones generales de la provincia de Jujuy de 2015 tuvieron lugar el domingo 25 de octubre del mencionado año, al mismo tiempo que las elecciones presidenciales y legislativas a nivel nacional. Se realizaron con el objetivo de renovar los cargos de Gobernador y Vicegobernador, y 24 de las 48 bancas de la Legislatura Provincial, conformando los poderes ejecutivo y legislativo para el período 2015-2019, fueron las novenas elecciones para gobernador desde la recuperación de la democracia, y las vigésimo sextas desde la instauración del sufragio secreto.
El resultado fue una arrolladora victoria para Gerardo Morales, candidato de la Unión Cívica Radical apoyado por el Frente Cambia Jujuy (coalición plural integrada por sectores de la alianza Cambiemos, junto con sectores como el Frente Renovador y la alianza Progresistas) que cosechó el 58.31% de las adhesiones contra el 35.79% que obtuvo la candidatura de Eduardo Fellner, gobernador incumbente del Partido Justicialista y apoyado por la alianza Frente para la Victoria (oficialista a nivel nacional), constituyendo la primera derrota del justicialismo en toda su historia en Jujuy. Simultáneamente, el Frente Cambia Jujuy obtuvo 14 de las 24 bancas en disputa contra 10 del Frente para la Victoria. Esto dejó una legislatura bipartidista con 24 escaños del FCJ y 24 escaños del FPV, con una tendencia favorable al FCJ al obtener la vicegobernación (con derecho a desempate en caso de que ambas cámaras voten una legislación con empate entre las posturas a favor y en contra).
Morales asumió el 10 de diciembre de 2015 como el primer gobernador radical de Jujuy desde Horacio Guzmán en la década de 1960, y el primer no peronista desde la restauración de la democracia.

## Contexto
La provincia de Jujuy ha sido un férreo bastión del peronismo o justicialismo desde su irrupción en la vida política de la Argentina en la década de 1940, al punto que durante la época de la proscripción del peronismo, el voto en blanco llegó a sumar casi el 56% de las adhesiones en 1963, provocando que se interviniera la provincia y se permitiera al Partido Justicialista presentarse con otro nombre a las elecciones posteriores. Tras la recuperación definitiva de la democracia en 1983, la hegemonía justicialista sobre Jujuy se mantuvo con los gobiernos de Carlos Snopek (1983-1987), Ricardo de Aparici (1987-1990), Eduardo Alderete (1990-1991), Roberto Domínguez (1991-1993), Carlos Ficoseco (1993-1994), Oscar Perassi (1994-1995), Guillermo Eugenio Snopek (1995-1996), Carlos Ferraro (1996-1998), Eduardo Fellner (1998-2007), Walter Barrionuevo (2007-2011), y nuevamente Fellner (2011-2015). Entre 1991 y 1999 se recurrió a la controvertida ley de doble voto simultáneo o ley de lemas, que según la oposición provincial torcía la voluntad popular. En varias ocasiones, la principal oposición, la Unión Cívica Radical, fue la candidatura más votada sin acceder al gobierno debido a la sumatoria de votos justicialista. Al igual que en muchas provincias del norte argentino, en Jujuy fueron comunes las denuncias de fraude electoral.
Tras la irrupción del kirchnerismo en 2003, este destacó en Jujuy por su relación con el grupo indigenista Organización Barrial Túpac Amaru, liderado por Milagro Sala. Originalmente opositor, el movimiento y su brazo político (el Partido por la Soberanía Popular) tuvieron posteriormente una gran adhesión al gobierno del Frente para la Victoria (encabezado primero por Néstor Kirchner y luego por Cristina Fernández de Kirchner, y representado en Jujuy por los gobiernos provinciales de Fellner y Barrionuevo). La organización indigenista utilizó recursos enviados por el estado provincial jujeño y el gobierno nacional para financiar la construcción de diversas infraestructuras en toda la provincia, yendo desde la construcción de viviendas hasta proporcionar educación y salud a los sectores más empobrecidos de la población. En su apogeo, la organización llegó a tener 150.000 afiliados, 4.500 de ellos trabajando activamente. La oposición jujeña, encabezada por el radical Gerardo Morales, denunció que Sala estaría construyendo una organización paraestatal, y que la gente recibía esos beneficios a costa de verse coaccionada políticamente, denunciando Morales que Sala "utiliza a los pobres como rehenes". Sala fue posteriormente imputada por un escrache sufrido por Morales durante una conferencia en Jujuy, aunque esta declaró no encontrarse en la provincia al momento del hecho. Sala fue imputada en diversas ocasiones, aunque la mayoría de las causas en su contra prescribieron con el tiempo.

## Reglas electorales
Las elecciones se realizaron bajo la constitución provincial aprobada el 22 de octubre de 1986, que establecía los siguientes cargos a elegir, así como el sistema electoral a emplear:
- Gobernador y Vicegobernador elegidos por voto popular directo a simple mayoría de sufragios en distrito único para un mandato de cuatro años. Tienen posibilidad de una sola reelección inmediata, pero no ser reelegidos sucesiva o recíprocamente sino con un intervalo legal.
- Legislatura unicameral, compuesta por 48 diputados elegidos en forma escalonada, con la renovación de 24 bancas cada dos años para un mandato de cuatro, mediante representación proporcional por listas con sistema d'Hondt con un piso del 5% del padrón total y la totalidad del territorio provincial como único distrito electoral.

## Candidaturas
A pesar de las especulaciones sobre una posible candidatura del vicegobernador Guillermo Jenefes, Eduardo Fellner anunció su intención de presentarse a la reelección el 15 de agosto de 2015. Para entonces, sin embargo, el panorama político de la provincia ya se había modificado enormemente. El 9 de agosto tuvieron lugar las elecciones primarias, abiertas, simultáneas y obligatorias (PASO), en las que el FpV había tenido un pobre desempeño en Jujuy ante el surgimiento de las coaliciones Cambiemos y Unidos por una Nueva Alternativa (encabezadas respectivamente por Mauricio Macri y Sergio Massa). A pesar de que el PJ local mostró resistencia y trató de convencer a Fellner de retirarse, finalmente este consiguió la candidatura y fue facultado por la dirigencia justicialista a negociar las listas legislativas. Jenefes también buscaría la reelección como compañero de fórmula de Fellner. La candidatura justicialista sería apoyada por el Frente para la Victoria, compuesto por diversos grupos kirchneristas y por el Partido por la Soberanía Popular, encabezado por Sala, pero presentarían listas legislativas separadas. 
La mayoría de la oposición provincial se organizó en torno a la figura de Gerardo Morales, de la Unión Cívica Radical, que lanzó su candidatura el 27 de agosto. Mientras que la UCR formaba parte de la coalición Cambiemos a nivel nacional, en la provincia se configuró el Frente Cambia Jujuy, que si bien en la práctica actuaba como una seccional de Cambiemos en la provincia, en realidad aglutinaba también a los partidos componentes de Unidos por una Nueva Alternativa y de las coaliciones Progresistas y Compromiso Federal, además de algunos partidos provinciales menores, siendo una alianza de hasta diecisiete fuerzas políticas dispares. Por tal motivo, el compañero de fórmula de Morales fue Carlos Haquim, del Frente Renovador (FR). Con la formación de la alianza, prácticamente toda la oposición al kirchnerismo en las elecciones nacionales, con la excepción de la izquierda trotskista, se vio representada en la misma.
El Frente de Izquierda y de los Trabajadores (FIT) presentó la candidatura de Natalia Morales a la gobernación, con Iñaki Aldasoro como compañero de fórmula. Simultáneamente Morales fue candidata a diputada nacional. Otros candidatos fueron Carlos "Perro" Santillán, del izquierdista Partido por la Dignidad del Pueblo (PDP), que lanzó su candidatura el 18 de junio. Armando Quispe por el Movimiento Comunitario Pluricultural, Juan Pablo Alba por el Unidad Popular, y Betina Rivero por el Movimiento Socialista de los Trabajadores (MST). Tanto Morales como Rivero fueron las únicas mujeres en la contienda gubernativa, sin que hubiera otras candidatas para gobernadora o vicegobernadora.

## Campaña
Morales basó su campaña en atacar al gobierno de Fellner, acusándolo de ser violento y corrupto, y poniendo especial énfasis en la supuesta utilización de la organización liderada por Milagro Sala como un organismo paraestatal. Poco antes de que comenzara la campaña, el 8 de agosto, Jorge Ariel Velázquez, un joven de veintiún años y militante radical, fue baleado por la espalda en la puerta de su casa y falleció once días más tarde. La investigación policial mantuvo la hipótesis de que se trataba de un intento de robo fallido, pero Morales responsabilizó indirectamente a la administración de Fellner y acusó a la organización Túpac Amaru de haber cometido el atentado. Morales denunció posteriormente otra serie de hechos violentos como posibles atentados de la Túpac Amaru: el ataque al candidato radical a intendente de Libertador con gas pimienta, la destrucción del frente de la casa de una militante y la agresión contra el Auditor General de la Nación, Alejandro Nieva. Morales se comprometió a fortalecer la justicia y acusó al gobierno provincial de permitir la impunidad con la que se manejaba la Túpac Amaru.
A pesar de la pertenencia de la Unión Cívica Radical a la coalición nacional Cambiemos, el candidato presidencial de Unidos por una Nueva Alternativa, Sergio Massa, también hizo campaña junto a Morales para remarcar la presencia de su partido en el Frente Cambia Jujuy. El 18 de octubre, pocos días antes de la elección, Massa participó en una concentración en San Salvador de Jujuy, en la que declaró "hay que terminar con ladrones como Fellner", ante los aplausos de la multitud.
En su campaña, Fellner defendió su obra de gobierno, remarcando las obras construidas durante el mismo y trató de apelar al voto kirchnerista. Siguiendo la línea con la campaña del Frente para la Victoria a nivel nacional, Fellner declaró que una victoria de Morales implicaría un retroceso en todos los logros conquistados, y llamó a los jujeños a votar "sin dar un paso atrás". Su campaña enfrentó, sin embargo, una fuerte oposición y fue acusado de quedarse callado con respecto a cuestiones importantes que afectaban a la provincia, como el narcotráfico, la pobreza y la desnutrición. Después del escándalo nacional desatado por las denuncias de fraude en las elecciones de agosto en la provincia de Tucumán, Fellner aclaró rápidamente que las elecciones jujeñas serían absolutamente limpias y destacó su labor en aumentar la transparencia electoral derogando la ley de lemas en el año 2000. Finalmente, cerró su campaña con un recorrido por la provincia que finalizó con un acto de cierre en San Salvador de Jujuy el 22 de octubre.
La candidata del Frente de Izquierda, Natalia Morales, hizo una campaña de corte feminista, destacando el hecho de que casi todos los candidatos a gobernador y vicegobernador eran hombres, y resaltando que la cultura política jujeña era "conservadora y oligárquica", denunciando que Morales y Fellner eran prácticamente lo mismo. La candidata izquierdista destacó la fuerte desnutrición infantil que aquejaba a la provincia, afirmando que había una "cadena de precariedad" que llevaba a que el estado jujeño no pudiera satisfacer una necesidad básica como la alimentación de los niños. No descartó tampoco la posibilidad de que el gobierno de Fellner cometiera fraude electoral, haciendo énfasis en las denuncias sucedidas en Tucumán, condenando la represión de las protestas ocurridas posteriormente.
El candidato del Partido por la Dignidad del Pueblo, Carlos Santillán, que era además secretario general del Sindicato de Empleados y Obreros Municipales de Jujuy (SEOM), denunció que el gobierno kirchnerista era "mentiroso" y que buscaba dar una imagen falsa de solidaridad, afirmando, entre otras cosas, que la canasta básica era mucho más cara de lo que se podía permitir un trabajador con el salario mínimo propuesto por el gobierno. Santillán también criticó a Milagro Sala, y estuvo en consonancia con las denuncias de Gerardo Morales, afirmando que la Túpac Amaru era "poco menos que una organización mafiosa", y que la postura de los gobiernos nacional y provincial era de defender la impunidad con la que se manejaban. Sin embargo, fue también muy crítico con Morales, denunciando que se estaba aprovechando del asesinato de Velázquez, y acusó a la UCR de estar más interesada en politizar el hecho que en esclarecer las circunstancias del crimen.

## Resultados

### Gobernador y Vicegobernador
Hasta el día de las elecciones, la idea de que el Frente para la Victoria ganaría nuevamente era considerada como dada debido a su dominio de las instituciones estatales y al trabajo desempeñado por la Túpac Amaru. Sin embargo, al poco tiempo de comenzar el conteo, la sorpresiva y aplastante victoria para el Frente Cambia Jujuy se hizo prácticamente irreversible. Antes de que el 12% de las mesas fueran escrutadas, la diferencia entre Morales y Fellner ya era superior a los veinte puntos. Jujuy fue la primera provincia en presentar resultados gubernativos ese día, y Fellner telefoneó rápidamente a Morales para admitir la derrota y felicitarlo, algo que el ganador describió ante los medios como una muestra de respeto democrático que debía reconocerle, afirmando que su gobierno no se encargaría de "perseguir o discriminar" sino de "devolver la dignidad y los derechos".
En el escrutinio final, Morales obtuvo el 58.31% de los votos contra el 35.79% de Fellner y el 2.84% de Natalia Morales. Santillán se ubicó cuarto con el 1.79% y ninguno de los demás candidatos superó el punto porcentual. Al mismo tiempo, la capital provincial, San Salvador de Jujuy, también cayó en manos de la coalición opositora, con Raúl Jorge obteniendo en la elección municipal una victoria aún mayor que la de Morales contra el exgobernador Walter Barrionuevo, con casi el 60% de los votos.
|  | 58.31 % |

|  | 35.79 % |

|  | 2.84 % |

|  | 1.79 % |

|  | 0.63 % |

|  | 0.36 % |

|  | 0.28 % |

|  | 90.64 % |

|  | 8.49 % |

|  | 0.87 % |

|  | 100.00 % |

|  | 84.52 % |

### Legislatura Provincial
Las coaliciones provinciales se presentaron divididas en la elección legislativa. La Unión Cívica Radical obtuvo la victoria con poco más del 30% de los votos y 10 de las 24 bancas en disputa, contra un 27% y 8 escaños del Frente para la Victoria. Esto provocó que el oficialismo perdiera por primera vez la mayoría legislativa, quedando la UCR con una primera minoría de 20 escaños contra 18 del FpV. El Partido Primero Jujuy, parte del Frente Cambia Jujuy, quedó tercero con el 12.62% de los votos y 4 bancas, su primera representación legislativa. El Partido por la Soberanía Popular, aliado del kirchnerismo y encabezado por la dirigente indígena Milagro Sala quedó en cuarto lugar con el 7.97% y 2 escaños, quedando con 6 en total. Ningún otro partido obtuvo bancas en la legislatura, aunque el Frente de Izquierda y de los Trabajadores estuvo muy cerca de lograrlo, quedando fuera de la distribución por unos pocos votos.
|  | 30.70 % |

|  | 26.94 % |

|  | 12.62 % |

|  | 7.97 % |

|  | 7.06 % |

|  | 4.65 % |

|  | 4.57 % |

|  | 2.16 % |

|  | 1.48 % |

|  | 0.90 % |

|  | 0.57 % |

|  | 0.37 % |

|  | 79.90 % |

|  | 19.26 % |

|  | 0.84 % |

|  | 100.00 % |

|  | 84.28 % |

## Consecuencias
La victoria de Morales había sido posibilitada en gran medida por el hecho de que unificó su boleta con la de cuatro de los cinco candidatos opositores en la primera vuelta electoral presidencial, que tuvo lugar a nivel nacional el mismo día. En particular, el Frente Cambia Jujuy estaba compuesto por la alianza Cambiemos entre Propuesta Republicana y la Unión Cívica Radical, y el Frente Renovador compuesto por peronistas disidentes. Ambas alianzas apoyaban las respectivas candidaturas de Mauricio Macri y Sergio Massa. El vicegobernador de Morales, Carlos Haquim, pertenecía de hecho al sector massista. La primera vuelta dio lugar a un escenario parejo entre Macri y el candidato oficialista Daniel Scioli, pasando ambos a disputar una segunda vuelta el 22 de noviembre. Mientras que Morales había expresado públicamente su apoyo a Macri, Jujuy era la única provincia donde ganó Massa, mientras que Macri había quedado tercero con menos del 20% de los votos. A pesar de haberse declarado nominalmente neutral en la segunda vuelta, dando libertad de voto a sus partidarios, Massa declaró públicamente que «autorizaría» a Morales a apoyar la candidatura de Macri. Finalmente, Macri derrotó a Scioli por estrecho margen en la segunda vuelta, resultando electo presidente de la Nación Argentina con el 51.34% de los votos y poniendo fin a un ciclo de gobiernos kirchneristas de doce años (2003-2015). Tanto Macri como Morales asumieron sus cargos el 10 de diciembre.
Morales inició su mandato en abierto conflicto con la Organización Barrial Túpac Amaru, encabezada por Milagro Sala, con la que ya mantenía una disputa desde 2009. Morales denunció que Sala y su organización manejaban enormes cantidades de dinero por mes sin que estos fueran realmente destinados a obras, y declaró su intención de desmantelar lo que consideraba un "estado paralelo". Simultáneamente, el gobernador anunció nuevas multas a partir del 1 de enero de 2016, de 2000 pesos para quienes cortaran rutas, y de 6000 para quienes destruyeran edificios o usurparan propiedad privada. Sala, en respuesta, realizó junto a varias cooperativas una acampada frente a la casa de gobierno en San Salvador de Jujuy, que duró varias semanas. Morales denunció que la Túpac Amaru poseía grupos armados, y que tanto él como funcionarios del nuevo gobierno recibían amenazas. La tensión llegó a su punto máximo el 16 de enero de 2016 cuando Sala fue finalmente detenida, acusada por el gobierno provincial de «instigación a cometer delitos», «tumultos» y «sedición». A los pocos días de detenida, el fiscal del Estado provincial, Miranda, amplió la denuncia a Sala para incluir «asociación ilícita, fraude y extorsión». Luego, fue liberada por la primera causa, pero en el mismo acto ordenada su prisión preventiva por la nueva acusación. La detención de Sala, vista como políticamente motivada por numerosas organizaciones de derechos humanos, así como arbitraria y de dudosa justificación legal por diversos organismos, se convertiría en uno de los principales focos de controversia del gobierno de Morales.